# Реакція Будуара
Реакція Будуара (рос. реакция Будуара, англ. Boudoir’s reaction, нім. Boudoir-Reaction f) — виділення вуглецю за реакцією
2СО → СО2 + С.
Багато авторів розглядає її як таку, що приводить до утворення алмазу й графіту при відновленні вуглекислоти різними відновниками, які є в магмі.